# 萨尔瓦多·索布拉尔
萨尔瓦多·維拉爾·布拉安坎普·索布拉尔（葡萄牙語：Salvador Vilar Braamcamp Sobral，1989年12月28日—），是一位葡萄牙歌手。

## 生平
他代表葡萄牙參加並赢得了2017年欧洲歌唱大赛，参赛歌曲是由他姐姐、歌手及词曲作家路易莎·索布拉尔写的《相愛》（Amar pelos dois）。他为葡萄牙自1964年首次参赛以来第一次赢得大赛，结束了欧洲歌唱大赛史上一个国家参赛以来从未赢过年份最长的记录（53年）。